# فاروا ونجسيرية
فاروا ونجسيرية (الاسم العلمي:Varroa wongsirii) هي نوع من الحشرات يتبع جنس الفاروا من الفصيلة الفارواوية.
سمي هذا النوع نسبة إلى الباحث التايلندي سيروات ونجسيري (بالإنجليزية: Siriwat Wongsiri)‏.